# Porohy (rejon jampolski)
Porohy (ukr. Пороги) – wieś na Ukrainie, w obwodzie winnicki, w rejonie jampolskim, nad Dniestrem.
Nazwa wsi pochodzi od progów rzecznych (porohów) na Dniestrze, które znajdowały się na wysokości wsi przeszkadzając w żegludze. W XIX w rząd rosyjski usunął ważniejsze z nich.
W czasach Rzeczypospolitej wieś leżała w województwie bracławskim. Odpadła od Polski w wyniku II rozbioru.